# Палучци
Палучци је насељено место у Босни и Херцеговини у општини Бихаћ. Административно припада Федерацији Босне и Херцеговине, односно њеном Унско-санском кантону. Према попису становништва из 2013. у насељу је било 25 становника, а већинску популацију чинили су Срби.
Пре рата село се налазило у саставу општине Дрвар.

## Становништво
По последњем службеном попису становништва из 2013. године у овом насељу живело је 25 становника, а село је било етнички хомогено са већинском српском  популацијом.
| Националност | 2013. | 1991.       | 1981.        | 1971.        |
| Срби         | —     | 87 (100,0%) | 122 (98,39%) | 174 (100,0%) |
| Југословени  | —     | 0           | 2 (1,61%)    | 0            |
| Укупно       | 25    | 87          | 124          | 174          |